# Escuela Diplomática Europea
La Escuela Diplomática Europea es un programa de formación diplomática lanzado por el Servicio Europeo de Acción Exterior en 2022 tras la propuesta realizada por el Parlamento Europeo en 2021, con el objetivo de construir un cuerpo diplomático propio de la Unión Europea que pueda promover la acción exterior de la UE y sus intereses. Está siendo actualmente implementado por el Colegio de Europa.
El proyecto piloto “Hacia la creación de una Escuela Diplomática Europea”, cuyo autor es Nacho Sánchez Amor, fue presentado por este eurodiputado en abril de 2021 a la Comisión de Asuntos Exteriores (AFET) del Parlamento Europeo. La propuesta fue evaluada por la Comisión Europea y el Servicio Europeo de Acción Exterior y confirmó que, tras ciertas modificaciones, el proyecto podía implementarse. En septiembre de 2021, el eurodiputado Nacho Sánchez Amor, en el marco de su trabajo sobre una revisión exhaustiva de la Acción Exterior de la UE, presentó la propuesta a través del Informe del Parlamento Europeo sobre el Presupuesto Anual de la UE 2022.
Actualmente en su etapa de programa piloto, desde septiembre de 2022 hasta mayo de 2023, sus participantes reciben capacitación sobre políticas exteriores y de seguridad de la UE con módulos de capacitación prácticos y teóricos. Al comienzo del programa, un viaje de estudios de dos semanas a la frontera oriental de la UE proporciona un contacto de primera mano con la realidad de una crisis de seguridad y refugiados a través de visitas a Frontex, ACNUR, el Ministerio de Relaciones Exteriores de Polonia y visitas a la frontera con Ucrania y Bielorrusia. Para el programa, se seleccionaron y enviaron un primer grupo de 42 jóvenes diplomáticos de los Estados miembros de la UE, Ucrania, Georgia, Moldavia, Turquía, los países de los Balcanes Occidentales e instituciones de la UE para participar en el proyecto. La primera Directora de la Escuela, con la responsabilidad general del diseño del programa, es Federica Mogherini, Rectora del Colegio de Europa. 
El Instituto Europeo de Administración Pública, el Instituto Universitario Europeo y el Centro de Estudios de Política Europea están realizando un estudio de viabilidad para el establecimiento de una Academia Diplomática Europea permanente. 
El 23 de marzo de 2022, Nacho Sánchez Amor presentó una propuesta de prórroga del proyecto piloto por un año más y, tras la evaluación del Servicio Europeo de Acción Exterior, dicha prórroga se introdujo y aprobó dentro del Informe Anual de Presupuestos de la UE de 2023.